# Sundern (Gütersloh)

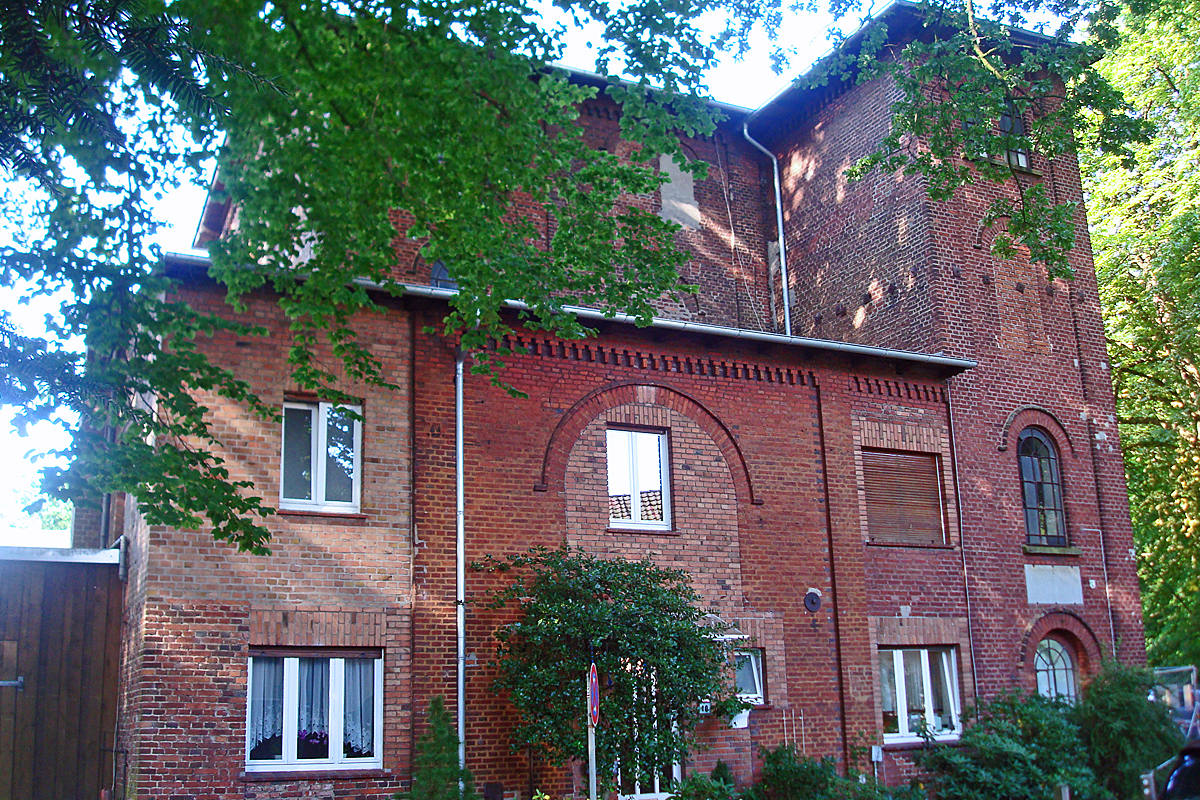
Avenstroths Mühle an der Dalke, erbaut von Christian Heyden

Sundern ist ein Stadtteil der ostwestfälischen Kreisstadt Gütersloh in Nordrhein-Westfalen.

## Geschichte
Mit dem Hof Meier zu Gütersloh an der Dalke steht eine Keimzelle der Stadt Gütersloh auf Sunderaner Gebiet, direkt an der Grenze zur Kernstadt. Schon um das Jahr 800 soll dort eine Hofstelle bestanden haben.
Die Bauerschaft Sundern bildete den östlichen Abschluss der Herrschaft Rheda, die 1816 in die preußische Provinz Westfalen eingegliedert wurde. Sundern gehörte zur Gemeinde Gütersloh-Land, die am 1. April 1910 in die Stadt Gütersloh eingegliedert wurde.
Die Teutoburger-Wald-Eisenbahn nahm 1903 den Bahnhof Gütersloh-Sundern, später Gütersloh-Ost, in Betrieb, der großen Anteil an der gewerblichen Erschließung der bis dahin landwirtschaftlich geprägten Bauerschaft hatte. Zugleich liegen wichtige Erholungsstätten in Sundern, die im 19. Jahrhundert bewusst als Ausgleich zur fortschreitenden Industrialisierung eingerichtet wurden, so der Stadtpark Gütersloh, der darin integrierte Botanische Garten sowie das Parkbad.
Eine stadtplanerische Herausforderung der nächsten Jahre ergibt sich durch den Abzug der britischen Armee bis 2020. So stellt sich die Frage nach der zukünftigen Nutzung der 1934/35 errichteten Luftnachrichtenkaserne (heute Mansergh Barracks) an der Verler Straße. Das ca. 35 ha große Gelände umfasst Wohngebäude, Lager, Werkstätten, einen Kindergarten, die King’s School, ein Kino sowie zahlreiche Sportanlagen. Zudem werden zahlreiche Einfamilienhäuser in der sogenannten Englischen Siedlung (entstanden in den 1950er Jahren) in Stadtparknähe frei, in denen vor allem Offiziersfamilien wohnen.

## Sehenswürdigkeiten, öffentliche Gebäude, Kirchen
In der Denkmalliste der Stadt Gütersloh ist Sundern mit rund 20 Einträgen vertreten, darunter Sehenswürdigkeiten wie der Meierhof Gütersloh mit Meiers Mühle, die Wohnhäuser des Villenviertels, der Stadtpark und der Botanische Garten sowie weitere stadtbekannte Bauten wie das Parkbad oder Avenstroths Mühle.
Auf Sunderaner Gebiet liegen das Klinikum Gütersloh, das Parkbad, das Freizeitbad „Die Welle“, das Heidewaldstadion sowie die Erlöser- und die Matthäuskirche. Es gibt zwei Grundschulen (Grundschule Sundern und Heidewaldschule), das Schulzentrum Ost mit einer Hauptschule (Hauptschule Ost) und einer Realschule (Geschwister-Scholl-Schule) sowie eine Förderschule mit dem Förderschwerpunkt Lernen (Schule an der Dalke). Auf dem Gelände der Mansergh Barracks befindet sich zudem die von Kindern der in der Region stationierten britischen Armeeangehörigen besuchte King’s School.

## Vereine
Auf der Reitanlage des Reitervereins Sundern-Spexard sind fast 100 Privat- und Schulpferde untergebracht. Mehr als 300 Mitglieder engagieren sich im 1947 gegründeten Bürgerverein Sundern. Der 1929 gegründete Schützenverein Falke Sundern löste sich dagegen 2012 auf, nachdem die Zahl der Mitglieder unter 100 gesunken war.